# Wake (film, 2010)
Cet article concerne le film de Chad Feehan. Pour le film d'Ellie Kanner, voir Wake.
Pour les articles homonymes, voir Wake.
Pour plus de détails, voir Fiche technique et Distribution.
Wake (Beneath the Dark) est un film américain réalisé par Chad Feehan, sorti en 2010.

## Synopsis
En route pour Los Angeles, Paul et Adrienne s'arrêtent dans un motel perdu au milieu de nulle part pour se reposer. Très vite, le couple va réaliser que l'hôtel est fréquenté par des individus au comportement étrange. Des événements surnaturels inquiétants s'enchaînent et obligent Paul à faire face à un lourd secret qui hante son passé...

## Fiche technique
- Titre original : Beneath the Dark
- Titre français : Wake
- Réalisation : Chad Feehan
- Scénario : Chad Feehan
- Directeur artistique : Ja Kyung Eum
- Chef décorateur : Manuel Perez Pena
- Décorateur de plateau : Xavier Wilson
- Costumes : Emily Batson
- Maquillage : Brian Kinney (makeup department head)
- Photographie : Jason Bloun
- Montage : Michael Griffin
- Musique : Daniel Licht
- Production : 
  - Producteur : Chad Feehan, Amanda Micallef et Lea-Beth Shapiro
  - Producteur exécutive : Luke Vitale et Mike Warner
  - Producteur associée : Nina Leidersdorff
  - Coproducteur : Kinsey Packard, Joe Reegan, R.B. Ripley, Rebecca Shapiro, Christy Strahan, Yvette Urbina
- Société(s) de production : The Fort
- Pays d'origine :  États-Unis
- Année : 2010
- Langue originale : anglais
- Format : couleur (Technicolor) – 35 mm – 1,85:1 – SDDS – Dolby Digital – DTS
- Genre : thriller, mystère
- Durée : 102 minutes
- Dates de sortie : 
  -  États-Unis : 13 mars 2010 (South by Southwest Film Festival)
  -  France : 18 octobre 2011 (en dvd)

## Distribution
- Josh Stewart : Paul
- Jamie-Lynn Sigler : Adrienne
- Chris Browning (en) : Frank
- Angela Featherstone : Sandy
- Afemo Omilami : The Man
- Trevor Morgan : Jason
- Christopher Gessner : Max
- Robert Maxhimer : Billy
- Jeannetta Arnette : Shirley
- Grainger Hines : Tim
- Sandy Martin : Colleen
- Carlease Burke : Beatrice
- Chris Hayes : Cameraman
- Melissa R. Bacelar : Shawnee